# Ed Wood
Edward Davis Wood, Jr. (Poughkeepsie, 10 de outubro de 1924 – Los Angeles, 10 de dezembro de 1978) foi um produtor e diretor de cinema estadunidense de filmes de terror, ficção científica e erótica. Seus trabalhos se destacaram pela inventividade frente aos limitados recursos técnicos e orçamentários dos quais dispunha. Com efeitos especiais considerados um tanto quanto duvidosos no que diz respeito à qualidade, tinha cenas muitas vezes apresentadas de forma descontínua, com reaproveitamento constante de material não utilizado em outras produções. O que de certa forma evidencia que para este diretor a principal linguagem era a imagética e não a linearidade do assunto em questão, o que acabava por gerar, segundo muitos especialistas do gênero, planos peliculares sem um sequenciamento cronológico padrão e tramas que seguiam este mesmo molde. Wood foi responsável pelos últimos filmes de Bela Lugosi, o célebre intérprete do Conde Drácula, de quem o diretor era grande admirador.
Ed Wood foi considerado por muitos críticos o "pior cineasta" de todos os tempos e do planeta inteiro.  Apesar do descrédito por parte dos críticos de cinema, seus filmes acabam por manter um certo ar humorístico, contando hoje em dia com uma legião de fãs.
Notáveis por sua estética camp, erros técnicos, efeitos especiais não sofisticados, reaproveitamento de imagens (Stock footage), elencos excêntricos, histórias idiossincráticas e diálogos Non sequitur, os filmes de Wood permaneceram em grande parte obscuros até que ele foi postumamente premiado com o Prêmio The Golden Turkey Awards de Pior Diretor de Todos os Tempos em 1980, renovando o interesse público em sua vida e trabalho.

## Vida pessoal

### Relacionamentos e casamentos

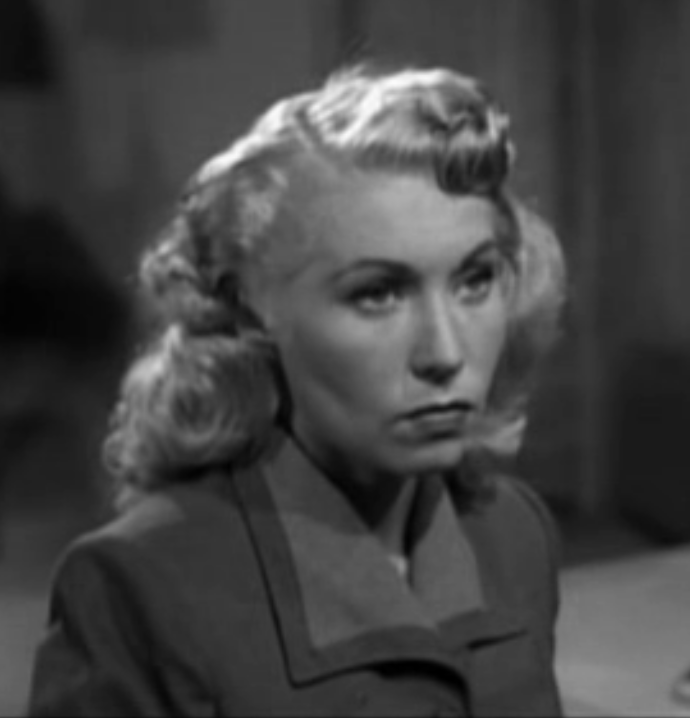
Dolores Fuller em Jailbait (1954).

Wood teve um longo relacionamento com a atriz e compositora Dolores Fuller, que ele conheceu no final de 1952. Os dois viveram juntos por um tempo e Wood elencou Fuller em três de seus filmes: Glen or Glenda, Jailbait, e Bride of the Monster. Fuller mais tarde disse que inicialmente não tinha ideia de que Wood era um travesti e ficou mortificada quando viu Wood vestida como uma mulher em Glen ou Glenda. O casal se separou em 1955 depois que Wood escalou outra atriz no papel principal de Bride of the Monster (Wood originalmente escreveu o papel para Fuller e reduziu sua parte para uma participação de 1 minuto) e por causa do excesso de bebida de Wood.
Enquanto fazia Bride of the Monster, no final de 1955, Wood casou-se com Norma McCarty. McCarty apareceu como Edie, a aeromoça do Plano 9 do Espaço Sideral. Eles terminaram em 1956, mas não se divorciaram nem anularam o casamento. Em 1959, casou-se com Kathy O'Hara, união que perdurou até sua morte em 1978.

### Cross-dressing
Na biografia de Wood de 1992, Nightmare of Ecstasy: The Life and Art of Edward D. Wood Jr., a esposa de Wood, Kathy, lembra que Wood lhe disse que sua mãe o vestia com roupas de menina quando criança. Kathy afirmou que o travesti de Wood não era uma inclinação sexual, mas sim um conforto neomaternal derivado principalmente do tecido de lã de angorá (angorá é destaque em muitos dos filmes de Wood). Mesmo em seus últimos anos, Wood não tinha vergonha de sair em público vestido de drag como Shirley, seu alter ego feminino (que também apareceu em muitos de seus roteiros e histórias). Em seu filme parcialmente autobiográfico Glen or Glenda, o heterossexual Wood se esforça para enfatizar que um travesti masculino não é automaticamente – ou mesmo geralmente – também homossexual. Pelo menos uma edição dos filmes de Wood em DVD inclui um breve clipe de 7mm de Wood como drag.

### Morte
Em 1978, a depressão de Wood tinha piorado, e ele e sua esposa Kathy tinham se tornado alcoólatras. Eles foram despejados de seu apartamento em Hollywood na Rua Yucca na quinta-feira, 7 de dezembro de 1978 em total pobreza. O casal se mudou para o apartamento de North Hollywood de seu amigo, o ator Peter Coe. Wood passou o fim de semana bebendo vodca. Por volta do meio-dia de domingo, 10 de dezembro, Wood se sentiu mal e foi se deitar no quarto de Coe. Do quarto, ele pediu a Kathy para lhe trazer uma bebida, o que ela se recusou a fazer. Alguns minutos depois, ele gritou: "Kathy, não consigo respirar!", um apelo que Kathy ignorou quando mais tarde disse que estava cansada de Wood mandar nela. Depois de não ouvir nenhum movimento no quarto por 20 minutos, Kathy enviou um amigo para verificar Wood, que o descobriu morto de um ataque cardíaco. Kathy mais tarde disse: "Eu ainda me lembro quando eu entrei naquele quarto naquela tarde e ele estava morto, seus olhos e boca estavam bem abertos. Nunca esquecerei o olhar dele. Ele agarrou os lençóis. Parecia que ele tinha visto o inferno. Wood foi cremado e suas cinzas foram espalhadas no mar. Após a morte de Ed, Kathy não casou-se novamente.

## Carreira
O filme de maior sucesso de Ed Wood foi filmado em 1956 sob o título original de Plan 9 From Outer Space (Plano 9 do Espaço Sideral). Muitos adoradores do cinema trash o celebram como um clássico cult. Na época de seu lançamento, no ano de 1959, Plano 9 do Espaço Sideral foi considerado o pior filme de todos os tempos.
Ed Wood costumava trabalhar com os atores caricatos como Tor Johnson (ex-lutador de luta livre sueco, cuja face se tornou uma máscara popular nas festas de Halloween) e o místico The Amazing Criswell. Wood tinha obsessão por Maila Nurmi, atriz finlandesa que usava o nome de Vampira no programa de TV que apresentava, The Vampira Show (KABC-TV, 1954-1955). Wood escreveu vários papéis para ela, mas Maila só aceitou filmar "Plan 9 From Outer Space". E mesmo assim, sem falas, conforme se viu no filme Ed Wood de Tim Burton de 1994 sobre o diretor. No Óscar de 1995, este filme ganhou dois prêmios: melhor maquiagem e penteados (Yolanda Toussieng, Ve Neill e Rick Baker) e melhor ator secundário (Martin Landau).

### Filmografia
(A lista inclui também os que ele apenas escreveu ou roteirizou)
- The Streets of Laerdo (1948)
- The Sun was Setting (1951)
- The Lawless Rider (1952)
- Glen or Glenda (1953)
- Crossroad Avenger: The Adventures of the Tucson Kid Boots (1953)
- Jailbait (1954)
- Bride of the Monster (1955)
- The Violet Years (1956)
- Plan 9 From Outer Space (1956)
- The Final Curtain (1957)
- The Night the Banshee Cried (1957)
- The Bride and the Beast (1958)
- Night of the Ghouls (1959)
- The Sinister Urge (1959)
- Shotgun Wedding (1963)
- Orgy of the Dead (1965)
- For Love of Money (1969)
- One Million AC/DC (1969)
- Operation Redlight (1969)
- The Photografer (1969)
- Take it Out Intrade (1970)
- The Under House (1971)
- Necromania (1971)
- The Undergraduate (1971)
- Class Reunion (1972)
- The Coctail Hostess (1972)
- Dropout Wife (1972)
- Fugitive Girls (1974)
- 12 Films for the Sex Education Correspondende School (1975)
- The Beach Business (1976)